# Álex Jiménez (Fußballspieler, 2005)
Alejandro „Álex“ Jiménez Sánchez (* 8. Mai 2005 in Leganés) ist ein spanischer Fußballspieler, der aktuell beim AC Mailand in der Serie A unter Vertrag steht.

## Karriere

### Verein
Jiménez begann seine fußballerische Ausbildung 2010 beim Talavera CF, bevor er ein Jahr später zum Stadtrivalen UD Talavera wechselte. Nach einem weiteren Jahr dort wechselte er in die Jugendakademie von Real Madrid. In der Saison 2021/22 spielte er bereits einige Partien in der UEFA Youth League für die U19-Mannschaft des Vereins. Im Mai 2022 unterzeichnete er daraufhin seinen ersten Profivertrag bis 2027 bei dem Verein und wurde zu einem der bestverdienensten Zweitmannschaftsspieler. Dadurch schlug er Angebote von Vereinen wie dem FC Bayern München und dem FC Chelsea aus. Auch 2022/23 spielte er in dem Wettbewerb, kam aber auch schon zu sieben Einsätzen beim drittklassigen Zweitteam Real Madrid Castilla.
Im Sommer 2023 wechselte er auf Leihbasis mit Kaufoption zum AC Mailand, wo er jedoch zunächst in der Jugend eingeplant war. Dort war er in der U19-Liga und in der Youth League auch gesetzt, in der man im Übrigen erst im Finale an Olympiakos Piräus scheiterte. Sein Profidebüt machte er am 7. Januar 2024 (19. Spieltag) bei einem 3:0-Sieg über den FC Empoli, als er bereits in der ersten Halbzeit für den verletzten Alessandro Florenzi auf das Feld kam. Insgesamt kam Jiménez in der Saison 2023/24 auf drei Einsätze in der Serie A und zwei Spiele im Pokal. Im März 2024 wurde die Kaufoption von ungefähr fünf Millionen Euro für den Spanier gezogen, die Madrilenen besitzen jedoch eine Rückkaufoption. Zu Beginn der Spielzeit 2024/25 wurde er neben der ersten Mannschaft auch in der neu gegründeten zweiten Mannschaft Milan Futuro eingesetzt. Dort konnte er Anfang November im Spiel gegen die US Città di Pontedera sein erstes Tor im Profibereich schießen. Des Weiteren gewann er im Januar 2025 die Supercoppa Italiana im Finale gegen Inter Mailand.

### Nationalmannschaft
Jiménez spielte bereits diverse Länderspiele für spanische Juniorennationalmannschaften. Mit dem spanischen U17-Team gewann er im Jahr 2022 den Algarve-Cup.

## Titel und Erfolge
AC Mailand
- Italienischer Superpokalsieger: 2024/25

Nationalmannschaft
- Gewinner des U17-Algarve-Cups: 2022